# Симонова, Маргарита
Маргарита Симонова (лит. Margarita Simonova; род. 23 декабря 1988, Снечкус, Игналинский район) — литовская балерина, танцует в Polsh National Ballet. В России известна как исполнительница главной роли в художественном фильме «Большой» (2017).

## Биография
Маргарита Симонова родилась 23 декабря 1988 года в литовском поселке Снечкус (сейчас — город Висагинас) в семье инженера-атомщика, который в своё время переехал в Литву для работы на Игналинской АЭС. Когда девочке было четыре года, родители отдали её в школу акробатики, однако в возрасте десяти лет у неё возникли некоторые проблемы со здоровьем, из-за которых ей пришлось с акробатикой закончить. Через некоторое время девочка стала заниматься в балетной студии, а затем, по рекомендации её педагога, поступила в Вильнюсскую балетную школу при Национальной гимназии искусств им. М. К. Чюрлениса (2001). Во время учёбы жила в школе-интернате. По словам Симоновой, жить в училище вдали от родителей ей было ужасно тяжело, а применяемые педагогами жестокие методы, показанные в фильмы «Большой», в значительной степени соответствуют тому опыту, который был у неё во время учёбы в гимназии искусств. Во время учёбы в балетной школе стала победителем Международного конкурса молодых артистов в городе Мура (Швеция), получила диплом первой степени Международного конкурса молодых артистов в Грасе (Франция).
В 2009 году Симонова была принята в труппу Литовского национального театра оперы и балета, где танцевала год. Затем она переехала в Польшу и с сезона 2010/2011 танцует в Большом театре Варшавы, входя в труппу Польского национального балета. Исполняет партии как классического, так и современного репертуара; своей любимой считает роль в «Весне священной» Стравинского.

### Фильм «Большой»
Исполнителя на роль юной талантливой провинциалки Юли Ольшанской, которая пытается пробиться в большой балет, — главную роль в своём новом фильме — режиссёр Валерий Тодоровский искал более года по всей России, а затем и за её пределами. По словам самой Симоновой, Тодоровский нашёл её на интернет-сайте Польского национального балета, где были фотографии всех актёров труппы, после чего попросил прислать видеорассказ о себе. В октябре 2014 года Симонова ездила на кастинг в Вильнюс, затем — на пробы в Москву. В одном из интервью Симонова сказала, что этот фильм — о том, чего больше всего боится танцор: о времени, поскольку в этой профессии оно летит очень быстро; она считает, что это один из немногих правдивых фильмов о балете, что этот фильм не основан на стереотипах и не повторяет расхожие штампы.
По мнению польского музыкального и балетного критика Катажины Гардзины-Кубалы, Симонова, несмотря на отсутствие опыта киносъёмок, замечательно справилась в этом фильме со своей актёрской задачей, создав очень естественный образ современной девушки, которой приходится делать «необычные вещи в необычных обстоятельствах».

## Семья
Отец — Александр Владимирович, инженер; мать — Ирина Николаевна, провизор; старший брат — Денис. Муж — Вилюс (с 10 февраля 2020 года). В феврале 2021 года сообщила, что ожидает рождения первенца. 